# Kristin Ross
Kristin Ross (1953) és una professora emèrita de literatura comparativa de la Universitat de Nova York. És principalment coneguda per la seva feina en cultura i literatura francesa dels segles xix, xx i xxi.

## Trajectòria
Ross es va doctorar a Yale el 1981 i des de llavors ha publicat diversos llibres, incloent The Emergence of Social Space: Rimbaud and the Paris Commune (1988), Fast Cars, Clean Bodies: Decolonization and the Reordering of French Culture (1995) and May '68 and its Afterlives (2002). El 2004 va editar Anti-Americanisme amb Andrew Ross. El 2015 va publicar el seu llibre Communal Luxury: The Political Imaginary of the Paris Commune.
Per Fast Cars, Clean Bodies, Ross va el premi de la crítica i el Premi Lawrence Wylie d'estudis culturals francesos. Ross també ha rebut una Guggenheim Fellowship i una altra de l'Institut d'estudis avançats de Princeton, Nova Jersey.
A nivell català, la seva obra The Emergence of Social Space: Rimbaud and the Paris Commune va influir en la primera novel·la de Biel Mesquida.
Ross també ha traduït diverses obres del francès a l'anglès.